# Tuure Nieminen
Pour les articles homonymes, voir Nieminen.
Thure Aksel "Tuure" Nieminen, né le 19 février 1894 et mort le 17 octobre 1968, est un coureur finlandais du combiné nordique et sauteur à ski.

## Biographie
Lors des Jeux olympiques de 1924 à Chamonix, il est engagé dans le combiné nordique mais il ne prend pas le départ de l'épreuve. En saut à ski, il se classe 13e avec des sauts à 41 m et 42,5 m. 

## Résultats

### Jeux olympiques
| Épreuve / Édition | Chamonix 1924 |
| Saut à ski        | 13e           |

Les Jeux olympiques comptent également comme championnats du monde sauf pour le combiné nordique.